# La Noue
La Noue és un municipi francès, situat al departament del Marne i a la regió del Gran Est. L'any 2007 tenia 268 habitants.

## Demografia

### Població
El 2007 la població de fet de La Noue era de 268 persones. Hi havia 99 famílies, de les quals 29 eren unipersonals (12 homes vivint sols i 17 dones vivint soles), 33 parelles sense fills i 37 parelles amb fills.
La població ha evolucionat segons el següent gràfic:
Habitants censats

### Habitatges
El 2007 hi havia 135 habitatges, 104 eren l'habitatge principal de la família, 23 eren segones residències i 8 estaven desocupats. Tots els 135 habitatges eren cases. Dels 104 habitatges principals, 92 estaven ocupats pels seus propietaris, 10 estaven llogats i ocupats pels llogaters i 1 estava cedit a títol gratuït; 1 tenia una cambra, 6 en tenien dues, 18 en tenien tres, 31 en tenien quatre i 48 en tenien cinc o més. 95 habitatges disposaven pel capbaix d'una plaça de pàrquing. A 53 habitatges hi havia un automòbil i a 41 n'hi havia dos o més.

### Piràmide de població
La piràmide de població per edats i sexe el 2009 era:
| Homes | Edats   | Dones |
| ----- | ------- | ----- |
| 0     | 95 o +  | 0     |
| 0     | 90 a 94 | 0     |
| 4     | 85 a 89 | 4     |
| 0     | 80 a 84 | 0     |
| 4     | 75 a 79 | 4     |
| 0     | 70 a 74 | 8     |
| 8     | 65 a 69 | 0     |
| 0     | 60 a 64 | 4     |
| 8     | 55 a 59 | 8     |
| 12    | 50 a 54 | 8     |
| 4     | 45 a 49 | 12    |
| 12    | 40 a 44 | 0     |
| 12    | 35 a 39 | 20    |
| 8     | 30 a 34 | 12    |
| 0     | 25 a 29 | 12    |
| 4     | 20 a 24 | 4     |
| 8     | 15 a 19 | 12    |
| 0     | 10 a 14 | 16    |
| 16    | 5 a 9   | 4     |
| 12    | 0 a 4   | 0     |

## Economia
El 2007 la població en edat de treballar era de 163 persones, 114 eren actives i 49 eren inactives. De les 114 persones actives 107 estaven ocupades (60 homes i 47 dones) i 7 estaven aturades (4 homes i 3 dones). De les 49 persones inactives 18 estaven jubilades, 15 estaven estudiant i 16 estaven classificades com a «altres inactius».

### Ingressos
El 2009 a La Noue hi havia 119 unitats fiscals que integraven 304 persones, la mediana anual d'ingressos fiscals per persona era de 17.481 €.

### Activitats econòmiques
Dels 11 establiments que hi havia el 2007, 1 era d'una empresa de fabricació d'altres productes industrials, 3 d'empreses de construcció, 3 d'empreses de comerç i reparació d'automòbils, 1 d'una empresa d'hostatgeria i restauració, 1 d'una empresa immobiliària, 1 d'una empresa de serveis i 1 d'una entitat de l'administració pública.
Dels 3 establiments de servei als particulars que hi havia el 2009, 1 era un paleta, 1 fusteria i 1 electricista.
L'any 2000 a La Noue hi havia 6 explotacions agrícoles.

## Poblacions més properes
El següent diagrama mostra les poblacions més properes.